# Torre Buford
La torre Buford (antigament torre de pràctiques d'Austin) es una torre situada a la riba nord del llac Lady Bird, a la ciutat d'Austin (Texas). Es va construir el 1930 com a torre de pràctiques dels bombers de la ciutat, però ara és un campanar i un monument catalogat al Registre Nacional de Llocs Històrics dels Estats Units.

## Història
La torre va ser dissenyada el 1930 pels arquitectes Hugo F. Kuehne, Sr. i J. Roy White i construida per Rex D. Kitchens Construction Company com a torre de pràctiques per al cos de bombers d'Austin. El 1974 es va tancar per les molèsties als nous edificis que s'hi havien construït al voltant, a causa del fum dels incendis de les pràctiques, essent substituïda per una nova torre de pràctiques al sud-est d'Austin. El 1978 la senyora Effie R. Kitchens, vídua del constructor de la torre, la va fer restaurar i col·locar un carilló. L'estructura va rebre el nom del capità James L. Buford, un bomber d'Austin que va morir en acte de servei el 17 de juny de 1972 mentre intentava rescatar un noi de 15 anys durant una inundació del Shoal Creek.

## Arquitectura
La torre, de planta quadrada de 4,3 metres de costat, té 6 plantes d'alçada amb un total de 20,3 metres. D'estil italianitzat, amb portes i finestres romàniques i la teulada a quatre vents. A la planta més alta hi ha els altaveus del carilló electrònic.